# Clu Clu Land
Clu Clu Land (クルクルランド Kurukuru Rando?) är ett arkad- och NES-spel utgivet 1984, och senare släppt i Nordamerika till Virtual Console den 1 september 2008 och i Europa den 6 mars 2009 till Wii, och i båda världsdelarna den 17 oktober 2013 till Wii U

## Handling
Huvudpersonen är guldfisken Bubbles (Gloopy (グルッピー Guruppī?) i den japanskspråkiga versionen) som simmar runt i en labyrint och skall samla gulddackor.

### Fotnoter
1. 1 2 3 4  ”Clu Clu Land”. NES DB. 26 februari 1984. Arkiverad från originalet den 27 april 2014. https://web.archive.org/web/20140427155919/http://www.nesdb.se/game_more.php?id=274&rid=1. Läst 27 april 2014.
2. ↑  ”Arkiverade kopian”. Nintendo of America. 1 september 2009. Arkiverad från originalet den 20 oktober 2016. https://web.archive.org/web/20161020181816/http://www.nintendo.com/whatsnew/detail/Jo5fnlzE1tfUEAf7EPbgjdeIXHIUk8DF. Läst 27 april 2014.